# Salomão da Rocha
José Agostinho Salomão da Rocha (Sergipe, 1855 — Canudos, 4 de março de 1897) foi um capitão brasileiro, que pereceu heroicamente na Guerra de Canudos.

## Carreira militar
Em 25 de maio de 1874, assentou praça como voluntário no 12° Batalhão de Infantaria, aquartelado em Rio Grande–RS.  Em 1877, como 2° Sargento, prestou exame prático da arma de Infantaria, tendo sido aprovado. Um ano depois, foi promovido a 1° Sargento e requereu matrícula numa das escolas militares. Em 15 de maio de 1878, ficou adido ao 7° Batalhão de Infantaria sediado no Rio de Janeiro, aguardando vaga na Escola Militar. Em dezembro desse ano foi transferido para o 13° Batalhão de Infantaria, aquartelado em Porto Alegre-RS.
Em 1879 foi matriculado no curso preparatório da Escola de Cavalaria e Infantaria de Porto Alegre. Já possuidor dos cursos de Infantaria e Cavalaria em 1885, estudou por mais um ano, como facultava a legislação vigente, sendo aprovado em dezembro no 3° ano prático de Artilharia, ficando, então, habilitado a servir como oficial nas três armas (Infantaria, Cavalaria e Artilharia).
Em 4 de janeiro de 1886, foi promovido a Alferes, sendo classificado no 3° Regimento de Cavalaria de São Borja-RS. Em 15 de novembro de 1887, foi transferido  para a arma de Artilharia e classificado no 4° Batalhão de Artilharia de Posição, no Amazonas. Dois anos depois, foi transferido para o 4° Regimento de Artilharia de Campanha em Bagé-RS.

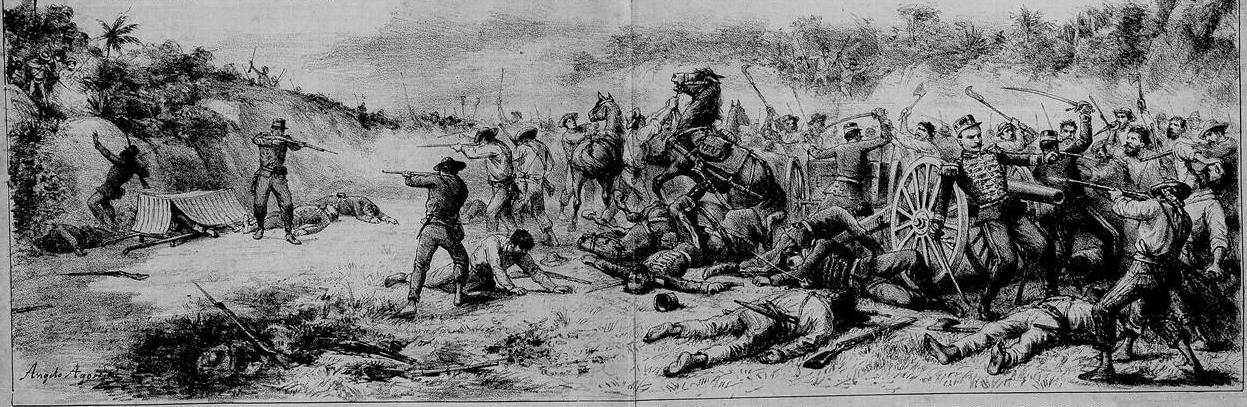
Morte do Capitão Salomão da Rocha defendendo uma peça de artilharia durante a Guerra de Canudos.

Em 17 de março de 1890 foi promovido Primeiro-Tenente e transferido para o 3° Regimento de Artilharia Montado em Curitiba-PR, onde se apresentou em 7 de julho, assumindo o comando da 3ª Bateria. Esteve destacado no oeste paranaense por duas vezes, ficando a disposição da Comissão Estratégica, que fazia os reconhecimentos para a construção de rodovias, exercendo o comando desse contingente. De regresso ao Regimento, a 10 de janeiro de 1893, assumiu o comando da 2ª Bateria e posteriormente o cargo de secretário. Em 27 de fevereiro desse mesmo ano, transferiu-se para o 5° Regimento de Artilharia a Cavalo em Santa Cruz do Sul- RS, onde participou do bombardeio desencadeado pela conquista da Ilha de Mocange, durante a Revolta da Armada.
Em 9 de março de 1894 foi promovido ao posto de Capitão e classificado no 2° Regimento de Artilharia a Cavalo. Em 3 de fevereiro de 1897 seguiu para Canudos como Comandante da 4ª Bateria do 2° Regimento. Em 4 de março desse ano, sucumbiu trucidado, em pleno sertão baiano, à frente de sua Bateria e abraçado a seus canhões Krupp.